# Plympton (Massachusetts)
Plympton é uma vila localizada no condado de Plymouth no estado estadounidense de Massachusetts. No Censo de 2010 tinha uma população de 2.820 habitantes e uma densidade populacional de 72,1 pessoas por km².

## Geografia
Plympton encontra-se localizado nas coordenadas 41° 57′ 33″ N, 70° 48′ 10″ O. Segundo o Departamento do Censo dos Estados Unidos, Plympton tem uma superfície total de 39.11 km², da qual 38.01 km² correspondem a terra firme e (2.83%) 1.11 km² é água.

## Demografia
Segundo o censo de 2010, tinha 2.820 pessoas residindo em Plympton. A densidade populacional era de 72,1 hab./km². Dos 2.820 habitantes, Plympton estava composto pelo 96.84% brancos, o 0.85% eram afroamericanos, o 0.28% eram amerindios, o 0.78% eram asiáticos, o 0% eram insulares do Pacífico, o 0.28% eram de outras raças e o 0.96% pertenciam a duas ou mais raças. Do total da população o 1.28% eram hispanos ou latinos de qualquer raça.